# Jorge Afonso
Pour les articles homonymes, voir Afonso.
Jorge Afonso, né vers 1470 et mort à Lisbonne au cours de l'été 1540, est un peintre portugais de la Renaissance. Peintre de cour aux missions très étendues, il a été une figure tutélaire de la peinture portugaise sous le règne de Manuel Ier.

## Biographie
Jorge Afonso n'est vraisemblablement pas d'origine flamande, comme cela a été supposé, mais il est possible qu'il soit le disciple d'un maître étranger.
Dès 1504, Jorge Afonso habite et travaille dans une grande demeure située à côté du Rossio, derrière le couvent São Domingos. Il occupe alors une place très importante à la cour de Manuel Ier. Le 9 août 1508, ce roi crée pour lui le poste d'intendant et examinateur de toutes les œuvres de peinture royales. C'est par conséquent à lui qu'incombe la définition des programmes iconographiques et le choix des exécutants des grandes commandes royales, dont il gère aussi les aspects financiers. Il est également responsable de grandes festivités officielles. En 1512, le roi le nomme héraut (arauto), une charge d'officier d'armes.
Dans le cadre de ses missions, il conçoit des d'importants décors, comme celui de l'ancienne rotonde des Templiers au couvent du Christ à Tomar au début des années 1510, et probablement celui de la salle des blasons du palais de Sintra. Il dessine également des armoiries pour des territoires d'outre-mer, comme les îles São Tomé et la Guinée.
Outre ses fonctions auliques, Afonso occupe une place centrale dans le paysage artistique manuélin grâce à ses liens familiaux avec plusieurs artistes qui ont souvent fréquenté sa maison et ses cinq ateliers, et qui, grâce à lui, ont bénéficié de commandes royales :
- son frère Afonso Gonçalves est menuisier des palais royaux ;
- une de ses sœurs épouse le peintre flamand Francisco Henriques ;
- une nièce, fille du couple précédent, épouse l'un de ses anciens apprentis, Garcia Fernandes ;
- une autre sœur est l'épouse de Pedro Anes, menuisier des palais royaux de Coimbra ;
- une nièce, fille du couple précédent, est l'épouse du peintre Cristóvão de Figueiredo ;
- sa fille Isabel Jorge épouse l'un de ses élèves, le peintre Gregório Lopes[3].

L'architecte Marcos Pires et le sculpteur français Jean de Rouen appartiennent également à sa famille.
Outre Garcia Fernandes et Gregório Lopes, Afonso a été le maître de Gaspar Vaz.
Le style de Jorge Afonso, empreint de naturalisme et de monumentalité, se caractérise par ses références iconographiques érudites, l'esprit novateur de ses compositions, son attention au réel, son sens de la couleur et sa préciosité décorative. L'iconographie du retable de l'église du couvent de la Madre de Deus (1515) a probablement été influencée par une pièce du dramaturge Gil Vicente.
Très riche, Afonso possède, outre sa grande maison lisboète, une maison de campagne à Charneca. Incontournable jusqu'au milieu des années 1530, soit une quinzaine d'années après la mort de Manuel Ier et l'avènement de Jean III (qui a confirmé sa charge officielle en 1529), son influence décline quelque peu après la mort de l'intendant des œuvres royales, Bartolomeu de Paiva, en 1536.
Mort au cours de l'été 1540, Afonso est inhumé à l'église du couvent São Domingos. Son élève et gendre Gregório Lopes, peintre royal, reprend alors son atelier.

## Œuvres
- La Résurrection (tableau pour la rotonde de Tomar), vers 1510-1515, huile sur panneau, 412 x 247 cm, Tomar, Convento de Cristo.
- L'Annonciation (panneau d'un retable pour le maître-autel de l'église du couvent de la Madre de Deus), 1515, huile sur panneau de chêne, 160,5 x 129,5 cm, Lisbonne, Museu Nacional de Arte Antiga (MNAA), inv. 1279 Pint.
- L'Adoration des bergers (panneau du même retable), 1515, huile sur panneau de chêne, 160,5 x 124,5 cm, Lisbonne, MNAA, inv. 2096 Pint.
- Le Calvaire (panneau du retable du couvent de Jésus de Setúbal), vers 1520-1525, 255 x 155 cm, Setúbal, Museu de Setúbal, inv. MS/CJ7/PR.7.